# Hother Hage
 Der er flere personer med dette navn, se Hother Hage (rådmand).
Edvard Philip Hother Hage (født 9. januar 1816 i Stege, død 9. februar 1873 på Møn) var en dansk politiker og jurist.

## Baggrund
Han var bror til Alfred Anton Hage, og sendt til Roskilde Skole, hvor hans ældste broder Johannes Hage var overlærer. Hage blev student 1833 og tog juridisk eksamen 1838. I nogen tid var han fuldmægtig hos overretsprokurator Nyholm, men foretog 1840-42 en længere rejse i Tyskland, Schweiz, Frankrig, Italien og England, hvor han navnlig studerede nævningesystemet, som han hele sit liv igennem omfattede med stor interesse og gjorde til sin juridisk-politiske specialitet. Hans egne tilbøjeligheder og familieforbindelser knyttede ham tidlig til de liberale politikere, som efterhånden voksede til det nationalliberale parti, indtog han i dette en hædret plads blandt førerne i anden række. Han var med ved det berømte møde i Hotel d'Angleterre på Frederik 6.’s dødsdag, hvor han første gang så D.G. Monrad, der her debuterede som politiker. Han deltog 1839 i studenterdeputationen til Christian 8. om en fri forfatning.
I 1840 var han medstifter af Studentersamfundet. I de første år af Søren Kierkegaards forfatterskab var han en beundrer og ven af ham. Efter at have deltaget i det første skandinaviske studentertog til Uppsala i 1843, blev han fuldmægtig hos Orla Lehmann, der var gift med hans søsterdatter, hvoraf tilnavnet "onkel Hother". Efter Monrads udnævnelse til præst overtog han 1847-48 redaktionen af Trykkefrihedsselskabets ugeblad Dansk Folkeblad. I januar 1848 valgt til Roskilde Stænder for de sydsjællandske købstæder og deltog i sessionen april-maj, hvor valgloven til den grundlovgivende Rigsforsamling vedtoges; han var medlem af udvalget om dette lovforslag og udtalte, at han ville have foretrukket en lav census (dvs. formue som betingelse for at have valgret eller valgbarhed til lovgivende forsamlinger – ODS), men gik dog som de andre ind på almindelig valgret. Han stillede sig til valg på sin fødeø, men faldt igennem for Frederik Barfod. Han sad som kongevalgt medlem i Rigsforsamlingen, hvor han sad i grundlovsudvalget. Hans nærmeste venner var Andreas Frederik Krieger og Georg Aagaard, og gennem dem tilknyttet de unge national-liberale politikere, som han er afbildet på Constantin Hansens maleri Den Grundlovgivende Rigsforsamling. Derimod fjernede han sig fra Anton Frederik Tscherning.

## Politiker
Den dansksindede Hother Hage hørte som politiker til den mådeholdent liberale, ret idealistiske skole, som den gang var fremherskende i Vesten. Alexis de Tocqueville var hans egentlige ideal, som han havde læst grundigt. Hage var tilhænger af frihandel, og den irske repealer Daniel O'Connell hans forbillede som folkefører. Hans forbilleder var britiske og franske, og hans parlamentariske optræden en efterligning af dem. Som taler manglede han evne til at begejstre, han blev let trættende, men ordlagde sig klart. Han var respekteret for sin grundhæderlige karakter, redelige overbevisning og fædrelandskærlighed, og for sit venlige væsen.
I 1845 oplevede Hage den knusende sorg, at hans forlovede, Harriet Hyllested, døde. Han var heller ikke selv helt rask, og fulgte derfor i 1849-50 en syg søster til Madeira og kom sig under opholdet. I september 1850 vendte han tilbage til politikken ved at stille til suppleringsvalg i Kongens Lyngby, men faldt igennem; ved de almindelige folketingsvalg i august 1852 blev han valgt i Århus og genvalgt i februar 1853, men trak sig i april, valgt så samme efterår i Hjerting og holdt denne kreds ved flere senere valg. I 1856 valgt af Folketinget til medlem af Rigsrådet efter forfatningen af 1855.

## Tilbage på Møn
I 1859 blev der gjort gravfund i Hullehøj ved Kjeldbymagle på Møn. Hullehøj var ment at skulle sprænges, men Hage fik planerne standset og tilkaldt arkæologen Vilhelm Boye. Der var på det tidspunkt allerede fundet tre urner og nogle bronzesager, deriblandt et miniaturesværd og en ragekniv. Boyes udgravning af Hullehøj afslørede stensatte begravelser længst nede i gravhøjen, mens brandgrave lå øverst. For første gang kunne bronzealderen bevisligt inddeles i to perioder, som det tidligere var blevet foreslået: Tiden med kistebegravelser og en yngre periode, hvor de døde blev brændt.
I 1861 blev han valgt på Møn og indbragte i Folketinget sit lovforslag om nævninger, som ikke blev til noget. I samlingen 1867-68 indbragte han på ny sit forslag, men tog det tilbage for derved at undgå en dagsorden, som henviste hele sagen til regeringens initiativ og krævede også den civile rettergang inddraget under reformen. Han blev medlem af den store proceskommission, nedsat 28. februar 1868 under A.F. Kriegers forsæde, men han blev skuffet over kommissionens arbejde, som udsatte indførelsen af nævninger i strafferetssager på ubestemt tid. I marts 1864 sendte Møn ham til Folketinget af Rigsrådet efter forfatningen af 18. november 1863, men i juni samme år faldt han ved et rigsdagsvalg.
Han var i 1853 blevet grundejer på Møn, hvor han havde købt gården Marielyst ved Stege. Han fik i 1867 kongelig bevilling til at kalde ejendommen Nybøllegaard. I marts 1859 blev han byfoged i Stege og herredsfoged i Møn herred. 20. juni 1856 giftede han sig med Emmy Tutein (født 4. oktober 1832, datter af hofjægermester Peter Adolph Tutein på Marienborg). Hun giftede sig efter Hages død med D.G. Monrad. Som embedsmand var Hage afholdt og pligtopfyldende; hans allerede noget svagelige helbred fik et uopretteligt knæk ved strandingsforretninger efter stormfloden 13. november 1872, og 9. februar 1873 døde han på sin gård.
19. juli 1875 blev der afduget et mindesmærke for ham på Stege kirkegård med en tale af hans gamle ven og kampfælle Carl Ploug.